# Volks-Werfer-Brigade 18
Die Volks-Werfer-Brigade 18 war eine deutsche Nebelwerfer-Brigade im Zweiten Weltkrieg.

## Brigadegeschichte
Die Volks-Werfer-Brigade 18 wurde am 30. November 1944 wahrscheinlich in Bremen durch den Wehrkreis X mit Ersatzgestellung des Brigadestabes durch den Wehrkreis X, später durch den Wehrkreis VII, aufgestellt.
Am 7. Dezember 1944 kam die Brigade von Verden aus an die Westfront und bestand aus dem Werfer-Regiment 90 und dem Werfer-Regiment 91.
Die beiden schweren Werfer-Regimenter waren mit der Aufstellung der Brigade durch den Wehrkreis VII aufgestellt worden. Im Februar 1945 wurde das Werfer-Regiment 90 in das schwere Werfer-Regiment 21 (Wehrkreis X) und das Werfer-Regiment 91 in das schwere Werfer-Regiment 22 (Wehrkreis X) umbenannt.
Die Volks-Werfer-Brigade 18 war als Heerestruppenteil in den Ardennen bei der 7. Armee eingesetzt. 1945 war die Brigade bei der 1. Armee in der Saarpfalz.
Ab dem 23. Dezember 1944 war Major d. R. Walter Leutert (* 1897) mit der Führung des Werfer-Regiments 90/schwere Werfer-Regiments 21 beauftragt. Ab 11. Oktober 1944 führte der Oberstleutnant Ohm (* 1893) das Werfer-Regiment 91/schwere Werfer-Regiment 22.
Ab der Aufstellung war der Oberst Karl-Julius Coupette (* 1899) Kommandant der Brigade.

## Gliederung Februar 1945
- schweres Werfer-Regiment 21 mit I. (1–3), II. (4–6) und III. (7–9)
- schweres Werfer-Regiment 22 mit I. (1–3), II. (4–6) und III. (7–9)